# El Morro Fred
El Morro Fred és una serra situada al municipi de Lloret de Mar a la comarca de la Selva, amb una elevació màxima de 339 metres.